# No U Hang Up
"No U Hang Up" là bài hát của quán quân The X Factor Shayne Ward. Sáng tác bởi Arnthor Birgisson, Rami Yacoub và Savan Kotecha, bài hát đã được phát hành làm đĩa đơn từ album thứ hai của anh, Breathless, với vai trò là một trong hai mặt A cùng "If That's OK with You".

## Xếp hạng
Mặc dù đĩa đơn được phát hành dưới dạng đĩa đơn 2 mặt A, công ty xếp hạng chính thức của Ireland IRMA, không xếp hạng chung 2 đĩa đơn do có hai đĩa đơn nhạc số được phát hành độc lập. "If That's OK with You" đã đạt vị trí số 1, trong khi "No U Hang Up" đạt vị trí số 11. Tại Anh, đĩa đơn lọt vào bảng xếp hạng ở ngay vị trí số 2, chỉ xếp sau "About You Now" của Sugababes.
| Bảng xếp hạng (2007)          | Vị trí cao nhất |
| ----------------------------- | --------------- |
| Anh Quốc (OCC)                | 2               |
| Đan Mạch (Tracklisten)        | 4               |
| Ireland (IRMA)                | 11              |
| Thụy Điển (Sverigetopplistan) | 38              |